# Anderseniana
Anderseniana er et tidsskrift om H.C. Andersens liv og værk. I 1933 fik tidsskriftet sin begyndelse som resultat af et samarbejde mellem H.C. Andersens Hus og H.C. Andersen-Samfundet. Mens museet forestod redaktionen af tidsskriftet, fungerede H.C. Andersen-Samfundet som udgiver. I 1955 påtog museet sig imidlertid også udgivelsesopgaven og Anderseniana har siden da samtidig også været museets årbog. 
Tidsskriftet er igennem årene blevet redigeret af museumsdirektøren/overinspektøren ved H.C. Andersens Hus samt overbibliotekar, dr.phil. ved Universitetsbiblioteket  H. Topsøe-Jensen, der stod for de væsentlige udgaver af korrespondancerne mellem H.C. Andersen og hhv. det collinske hus og Henriette Wulff, ligesom også Topsøe-Jensen stod for udgivelsen af digterens dagbøger. Anderseniana står som tidsskrift centralt i H.C. Andersen-forskningen.
Tidsskriftet har publiceret ikke tidligere trykte manuskripter såsom H.C. Andersens afviste prisopgave ved Københavns Universitet 1830, hans ufuldførte ungdomsarbejder, rejseskildringer, forkastede eventyrmanuskripter samt teaterstykker. På tilsvarende vis er den omfattende brevveksling mellem Andersen og ungdomsveninden i Odense, Henriette Hanck, publiceret i Anderseniana i årene 1941-46. Andre væsentlige brevvekslinger findes udgivet i Anderseniana: Brevene til og fra Andersens moder, Christian Voigt, Louise Collin og Holsteinborg. Ud over disse publikationer dækker Anderseniana også de personalhistoriske studier , bibliografiske studier, historiske og litterære studier. 
Tidsskriftet findes på hovedbibliotekerne i Danmark og på universitetsbibliotekerne i Danmark samt ved større universiteter i Europa, Amerika og Asien.
I 2012 planlagde tidsskriftet en digitaliseringproces så alle artiklerne kunne blive tilgængelig i digital form.